# Samvel Babayan
Samvel Babayan (em arménio Սամվել Բաբայան) (Stepanakert, 5 de Março de 1965) foi o Comandante-em-chefe do Exército de Defesa do Nagorno-Karabakh desde 1994 até 2000, sendo actualmente o líder do partido político Dashink na República de Artsaque, novo nome da República do Nagorno-Karabakh.